# Firaxis Games
Firaxis Games é uma desenvolvedora de jogos eletrônicos. Foi fundada em 1996 por Sid Meier e Jeff Briggs ao saírem da Microprose. A companhia é focada em jogos de estratégia e é baseada em Hunt Valley, Maryland, Estados Unidos.
A Firaxis já produziu vários jogos incluindo Sid Meier's Pirates! Gettysburg e Antietam, baseado nas batalhas da Guerra Civil Americana. Sid Meier's SimGolf foi uma co-produção com Will Wright de SimCity e The Sims. Talvez seu lançamento mais popular tenha sido Civilization IV, uma sequência para a série Civilization de Meier. Em novembro de 2004, a Firaxis lançou Sid Meier's Pirates!, uma atualização do clássico de 1987 de Meier de mesmo nome. Uma versão para Xbox do jogo será lançada em 2005. No Brasil os jogos da Firaxis são distribuídos pela Atari. Há também o Sid Meier's Railroads, que faz sucesso até hoje para quem gosta de ferrovias.